# 소년들 (2022년 영화)
소년들은 한국에서 제작된 정지영 감독의 2022년 드라마, 범죄 영화이다. 설경구 등이 주연으로 출연하였다.
1999년 2월 6일에 일어난 완주 삼례 나라슈퍼 3인조 강도 사건이 모티브이다.

## 출연

### 주연
- 설경구 : 황준철 역
- 유준상 : 최우성 역
- 진경 : 윤미숙 역

### 조연
- 허성태 : 박정규 역
- 염혜란 : 김경미 역
- 김동영 : 권창호 역
- 김시운 : 어린 권창호 역
- 유수빈 : 전승우 역
- 조현도 : 어린 전승우 역
- 김경호 : 서병원 역
- 김도엽 : 어린 서병원 역
- 서인국 : 이재석 역
- 배유람 : 조현수 역
- 박희진 : 하주혁 역
- 한수연 : 신은희 역
- 하도권 : 김민재 역
- 이호철 : 장문도 역
- 이정현 : 이수일 역
- 윤병희 : 이 형사 역
- 이요섭 : 막내 형사 역
- 정예진 : 황해미 역
- 이예원 : 어린 황해미 역
- 윤설 : 연희 역
- 이가경 : 선미 역
- 서예화 : 전승아 역
- 조유하 : 어린 전승아 역
- 정원중 : 완주 경찰서장 역
- 박철민 : 완주 경찰서 수사과장 역
- 노진원 : 외삼촌 역

### 단역
- 윤진영 : 윤 검사 역
- 김재록 : 서병원의 아버지 역
- 주부진 : 권창호의 할머니 역
- 조정환 : 남자 학부형 역
- 하정민 : 여자 학부형 역
- 하주영 : 체육관 관장 역
- 이서환 : 수사 팀장 역
- 이승훈 : 임형식 역
- 이도군 : 정 순경 역
- 리우진 : 전주 경찰서장 역
- 고주연 : 조은아 역
- 김시하 : 어린 조은아 역
- 김동현 : 완주 경찰서 형사 2팀 반장 역
- 차병호 : 완주 경찰서 형사 1 역
- 이한종 : 완주 경찰서 형사 2 역
- 홍성호 : 완주 경찰서 형사 3 역
- 김종호 : 완주 경찰서 형사 4 역
- 전청일 : 완주 경찰서 형사 5 역
- 이정근 : 완주 경찰서 형사 6 역
- 김태희 : 공사장 범인 역
- 강숙 : 대포집 주인 역
- 김승필 : 모자 쓴 도망자 역
- 박시현 : 주민 아줌마 역
- 유지연 : 우는 학생 역
- 퀸 : 금복이 역
- 배장수 : 이삿짐 기사 역
- 한승우 : 전승우의 아버지 역
- 이원구 : 젊은 사범 역
- 한수호 : 순경 1 역
- 류진 : 순경 2 역
- 최상재 : 순경 3 역
- 하민 : 미용실 손님 역
- 임효진 : 신은희 변호사 사무장 역
- 한미자 : 윤미숙의 어머니 역
- 김동균 : 부장검사 역
- 김원목 : 감찰 수사관 역
- 유경상 : 수사 기록관 역
- 고덕원 : 조사실 교도관 1 역
- 이진보 : 조사실 교도관 2 역
- 허정희 : 카페 직원 역
- 박승일 : 작업 반장 역
- 천유진 : 황해미 동료 경찰 역
- 박지현 : 공판검사 역
- 이남우 : 배석판사 1 역
- 김묘진 : 배석판사 2 역
- 이정훈 : 재판부 실무관 역
- 남시훈 : 재판부 속기사 1 역
- 왕나경 : 재판부 속기사 2 역
- 전한나 : 기자 1 역
- 김형석 : 기자 2 역
- 황인덕 : 기자 3 역
- 김미현 : 법정 방청객 1 역
- 최정윤 : 법정 방청객 2 역
- 송태완 : 법정 경위 1 역
- 황성민 : 법정 경위 2 역
- 김경민 : 법정 경위 3 역
- 천경채 : 법정 경위 4 역

### 우정출연
- 조진웅 : 오재형 역
- 박소이 : 이은솔 역
- 박원상 : 재판장 역
- 이광연 : 아나운서 목소리 역